# Jørgen Skeel (rigsmarsk)
 Der er flere personer med dette navn, se Jørgen Skeel.
Jørgen Skeel (13. maj 1578 på Fussingø – 19. juli 1631 på Hvidkilde) var en dansk adelsmand og rigsmarsk.

## Barndom, ungdom og voksenliv
Han var søn af Christen Skeel og Margrethe Ottesdatter Brahe. Jørgen Skeel gik i Aarhus Katedralskole fra 1587-1590 og studerede derefter på universiteterne i Strasburg (1590-1592), Orléans (1596) og Padua (1597). Under denne rejse, som han foretog med sin bror Otte Skeel, mødte de bl.a. deres store idol Henrik af Navarra og besøgte Elisabeth I's berømte hof i England.  
Efter han kom hjem i 1598, var han hofjunker i 1600-1607 og i 1606 fulgte han Christian 4. på rejsen til England som køgemester. I 1607-1629 var han lensmand i Kalø Len og 1629-1631 var han lensmand i Vestervig Len.  
Den 29. september 1607 ægtede han i Viborg, Kirsten Lunge, datter af Ove Lunge til Odden og Anne Maltesdatter Sehested. 
Han blev i 1609 løjtnant ved Aarhusfanen, (den hvide fane), af den jyske Rostjeneste, deltog med hæder i Kalmarkrigen, blev under den Ritmester og i 1616 Ridder af den væbnede arm.
Efterhånden blev han i det hele en indflydelsesrig og mægtig mand inden for den jyske adel, hvortil ikke mindst bidrog at han, efter Kirsten Lunges død, giftede sig i maj 1614 med den ansete rigsråd Eske Brocks datter Jytte og kom i besiddelse af store godser, han arvede efter faderen Ulstrup, og arvede sammen med broderen Albert Skeel, Hegnet og efter sin svigerfar arvede han Gammel Estrup. Derudover erhvervede han sig Sostrup Slot og Skærvad, (hvis tidligere ejer Hans Jacobsen Seefeld skulle eftersigende have tabt dem i spil til Jørgen Skeel), Ørbækgaard, Kellingbøl, i 1617 mageskiftede han til kronen, Dagbjerggaard. I 1631 byttede han sig til Valden og købte en andel i Hvidkilde (denne handel gik tilbage ved hans død), udover ejede han en del bøndergods erhvervet fra Kronen eller andre.

## Rigsmark og sidste del af livet
I februar 1626 spillede han en ledende rolle ved adelsmødet i Nyborg, hvor de tilstedeværende afslog underhold af 600 rytter i Holsten. På stændermødet i Odense i februar 1627, var han talsmand for den forsamlet adel, og har uden tvivl haft en væsentlig andel i de betingelser, der ledsagede bevillingerne. Da Kongen, da adelen ved samme lejlighed have ønsket det længe ledige rigsmarskembede besat, selv at vælge ” en oprigtig og dueligt rigensmand” til posten, faldt de fleste stemmer på Jørgen Skeel, og i juli samme år, aflagde han sin ed på Stegeborg slot som rigsmarsken. Christian 4. var imidlertid ikke tilfreds med valget og indkaldte ikke Jørgen Skeel, til de efterfølgende rådsmøder og afviste at rigsmarskembedet gav ret til et sæde ved rådet, Jørgen Skeel indfandt sig dog alligevel, og bad om sæde og stemmeret, han fik støtte af rådet og af adelens befuldmægtigede på rådsmødet i november 1627 i Slagelse, som tillige krævede at rigsmarsken skulle være talsmand for de adelige ønsker. Da adelen på stændermødet i december samme år, København fasthold deres krav, måtte kongen endelig bøje sig og give Jørgen Skeel hans plads i rådet.  
I februar 1629 ledsagede han kongen til et møde med Gustaf Adolf i Ulfsbåck, førte tilsyn med den kejserlige hærs rømning af Jylland, og i 1630 undersøgte han Koldingshus len for at finde en egnet plads til en fæstning.  
Han skildres som human og en meget godtgørende godsherre, der blandt andet oprettede skoler og hospitaler på sine godser.  
Jørgen Skeel er begravet ved Århus Domkirke, ligeledes er hans hustruer. 

## Skeel's epitafium
Teksten på skeel's epitafium lyder:
| Citat | Jørgen Skeel, ridder til Sostrup, Estrup, Wilstrup og Skerwad udi Judland og til Hiudkield udi Fyen arvsiddende. Af gammel og fornem adelig slægt her udi riget, hvis sand, inderlig gudelighed, højfornuftig sindighed, adelig oprigtighed, uforanderlig trofasthed og udi al tilfald i feide såvel som fred stedse beviste mandighed, disse riger og lande endnu daglig berømmelig erkender. For sin mangfoldig skikkelighed af kong Christian IV med Kallø slot og len aflagt, hvilket han over 22 år lovligen har forestået. Til kgl. Maj.'s ridderstand "Fodret oc Fremdragett" og endelig til rigets marsk og råd efter den ganske adelig menigheds høje attrå beskikket og forordnet i året 1617. Bortkaldt i sin fejreste og brugeligste alder 1631 d. 19. juli i sin alders 55. år. Hans efterladte hustru fr Jütte Brock har på dette sted, som han selv i sin velmagt sig og sin forrige såvel hende selv sin sidste hustru samtlig til deres hvilested har udvalgt og sig tilforhandlet, dette monument til en kristelig og ærepligtig amindelse ladet påsætte. År efter guds byrd. 1633. | Citat |
|       | |       |

## Ægteskab
Jørgen Skeel var gift med:
- Kirsten Ovesdatter Lunge, (født 9. november 1581, Odden – 3. august 1609, Kalø)

datter Kirsten Skeel, (født 1609-1611)
- Jytte Eskesdatter Brock, (født 2. maj 1595, Estrup – 16. november 1640, Sostrup Slot)

søn Christen Skeel, (født 23. januar 1623, Sostrup Slot – 23. marts 1688, Ulstrup Slot)